# Bernos-Beaulac
Bernos-Beaulac je francouzská obec v departementu Gironde v regionu Akvitánie. Žije zde přibližně 1 100 obyvatel.